# Fascia (araldica)
Fascia è un termine utilizzato in araldica per indicare una pezza onorevole (di primo ordine) che occupa orizzontalmente la parte centrale dello scudo ed è delimitata da due linee orizzontali parallele.

Fascia
Di rosso, alla fascia d'oro

## Proporzioni
- Nell'araldica italiana la fascia è larga un terzo dell'altezza dello scudo[1][2]
- Nell'araldica francese la fascia è larga 2 moduli (2/7 della larghezza dello scudo).[2][3] Inutili i diminutivi dei francesi (devise, burelle).[3]

Con il termine fascia spagnola si intende una fascia che, come accade nella bandiera spagnola, ha un'altezza pari a metà dello scudo ed è accompagnata in capo e in punta da due porzioni del campo alte un quarto dello scudo ciascuna.
Si tratta di una variante analoga al palo canadese.
Il termine burella (anche fascia in divisa o riga) indica la fascia di ridotto spessore.

D'argento, a due burelle di rosso
D'argento, alla fascia di rosso, accostata da due burelle dello stesso

## Origine
Se lo scudo può essere la rappresentazione del cavaliere, allora la fascia simboleggia il cingolo, la cintura posta intorno alle reni che serviva per sostenere la spada. Alcuni hanno sostenuto perfino che derivasse dalla fasciola o giarrettiera che reggeva le calze.

## Interzato in fascia
L'interzato in fascia è una partizione dello scudo, diviso in tre parti uguali da due linee orizzontali (troncato di due). Viste le proporzioni indicate in precedenza, nell'araldica italiana una fascia potrebbe anche essere blasonata come un interzato in fascia con il primo e l'ultimo smalto uguali. Simile equivoco non è possibile nell'araldica francese.

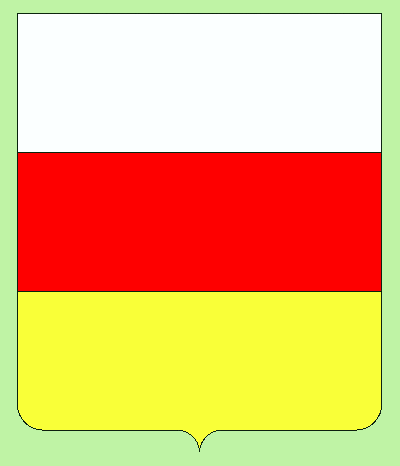
Interzato in fascia d'argento, di rosso e d'oro
Interzato in fascia di nero, d'argento e d'azzurro (stemma di Unterkulm, Svizzera)
Interzato in fascia (Barbiano)
Interzato in fascia (Usmate Velate)

## Ordinate in fascia
Si dice ordinate in fascia riguardo alle figure o ai carichi posti uno a fianco all'altro nella posizione della fascia.

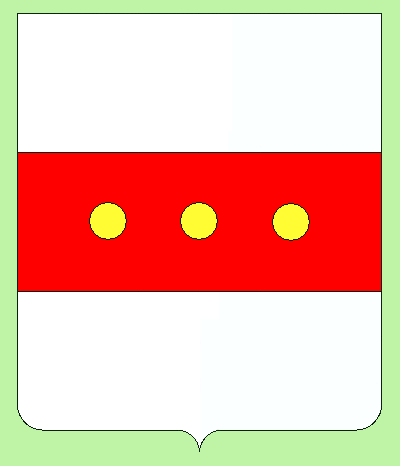
D'argento alla fascia di rosso, caricata di 3 bisanti d'oro, ordinati nel senso della stessa

Più figure, generalmente lunghe, poste in palo e ordinate in fascia si possono blasonare una accanto all'altra

## Fasce multiple
Quando in uno scudo vi sono due o più fasce, restano di larghezza uguale a quella degli spazii che sono fra di esse e occorre blasonarne il numero, tenendo presente che si utilizza il termine fascia se il loro numero è compreso tra 2 e 4, mentre si parla di burelle (o fasce in divisa) se sono più di 4. Se si indica come fasciato di un numero pari di pezze, si intende metà di un colore e metà nell'altro, nell'ordine dal più alto.

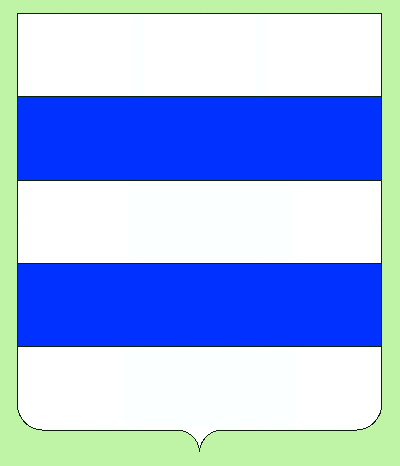
D'argento a 2 fasce d'azzurro
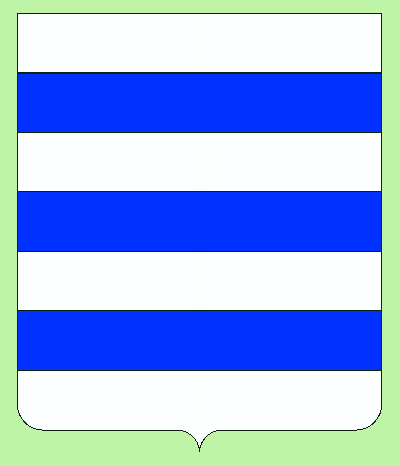
D'argento a 3 fasce d'azzurro
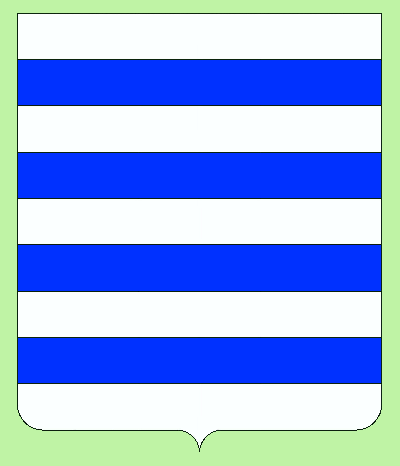
D'argento a 4 fasce d'azzurro
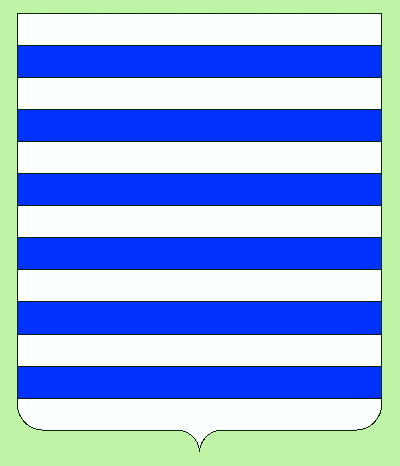
D'argento a 6 burelle d'azzurro
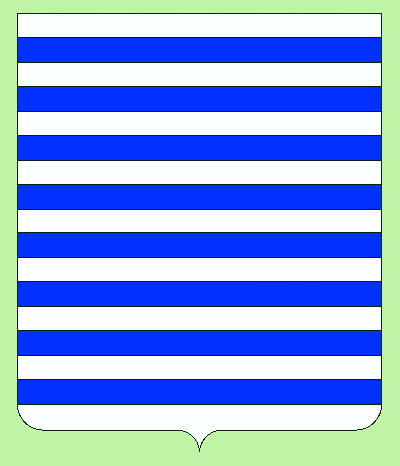
D'argento a 8 burelle d'azzurro
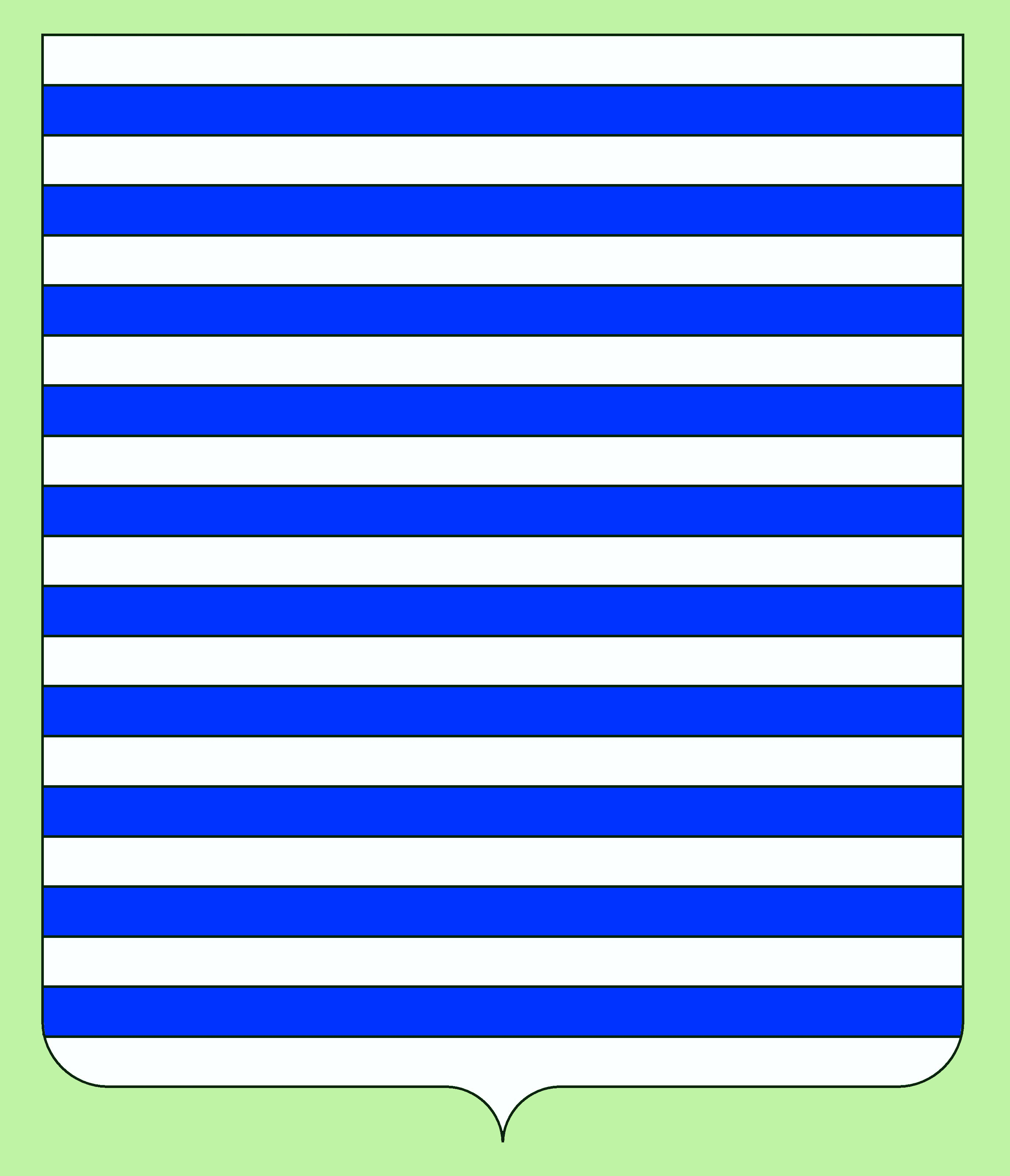
D'argento a 10 burelle d'azzurro

## Varianti
- Fascia doppiomerlata
- Fascia dentata
- Fascia inchiavata
- Fascia increspata
- Fascia merlata
- Fascia nebulosa
- Fascia noderosa
- Fascia ondata
- Fascia scaccata

Fascia doppiomerlata (Salerano Canavese)
Fascia merlata (Muri, Svizzera)
Fascia merlata (Avully, Svizzera)
Fascia ondata (Birsfelden, Svizzera)
Fascia ondata (Chessel, Svizzera)
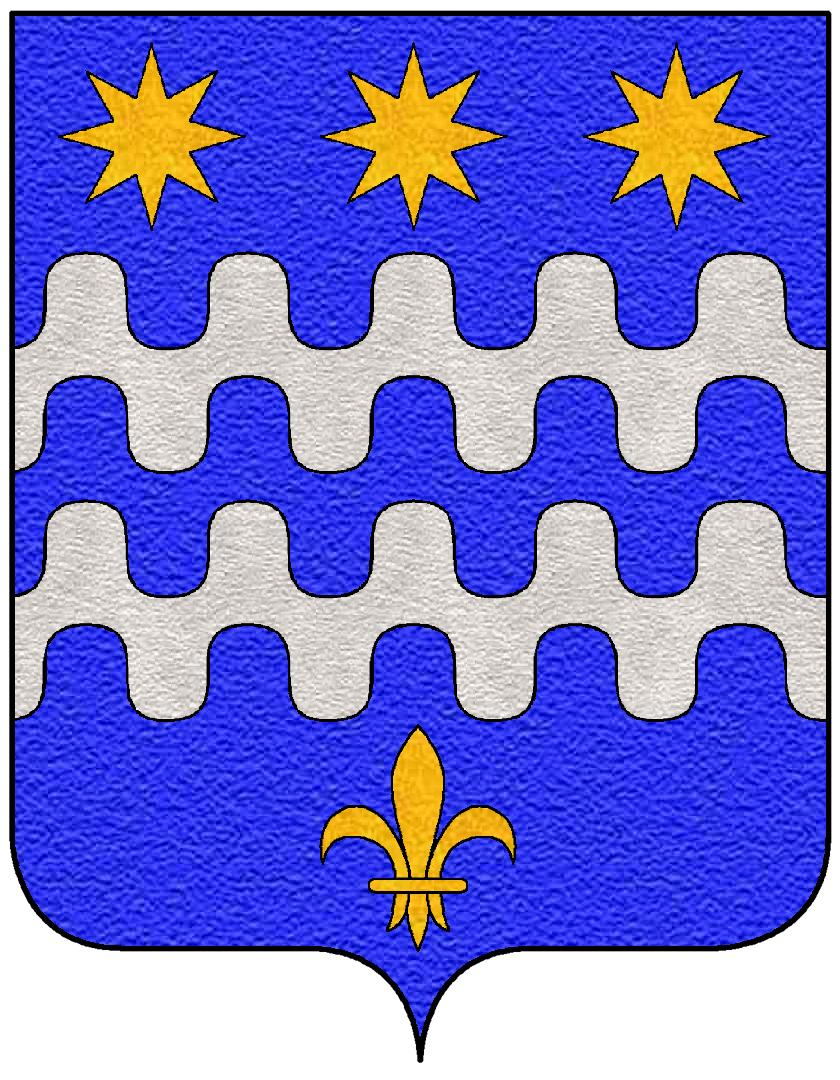
D'azzurro alle due fasce ondate nebulose d'argento, accompagnate in capo da tre stelle d'oro a otto punte poste in fascia ed in punta da un giglio d'oro (famiglia Fineschi di Firenze)

## Pezze composte
- Fascia-banda è formata dall'unione di una fascia ed una banda che occupa la metà inferiore dello scudo
- Fascia-palo è formata dalla fascia cui è unito un palo che occupa la metà inferiore dello scudo, e corrisponde ad un capo-palo abbassato
- Fascia-sbarra è formata dall'unione di una fascia ed una sbarra che occupa la metà inferiore dello scudo
- Palizzata è la fascia attraversante tre pali, il tutto scorciato

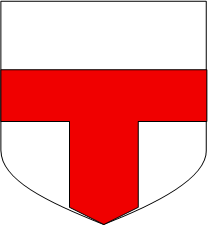
D'argento, alla fascia-palo di rosso